# Cymbaria
Cymbaria – rodzaj roślin z rodziny zarazowatych (Orobanchaceae). Obejmuje cztery gatunki. Rośliny te występują od Ukrainy poprzez południową Rosję, Kazachstan po Syberię, Mongolię oraz środkowe i północne Chiny.
W XIX wieku proponowano dla rodzaju polską nazwę „niedowarek”.

## Morfologia
PokrójByliny o licznych łodygach o okrągłym przekroju. Rośliny owłosione, w tym pokryte też gęsto, długimi, szarymi włoskami.
LiścieNaprzeciwległe, siedzące, o blaszkach równowąsko lancetowatych, zaostrzonych, całobrzegich.
KwiatyKrótkoszypułkowe, zebrane po 1–4 w grona. Kwiaty wsparte są 1–2 liśćmi podkwiatowymi, wąskimi, całobrzegimi, rzadziej z 1–2 ząbkami. Kielich głęboko rozcięty na 5 działek, które mają podobną długość, są owłosione, szydlaste do lancetowatych. Korona żółta, wyraźnie dwuwargowa, w dolnej części z walcowatą rurką dłuższą od warg. Pręciki cztery, dwusilne, wyrastają z dolnej części korony i nieco wystają z jej rurki. Zalążnia jajowata z prostą, nitkowatą szyjką słupka.
OwoceWąskojajowate, skórzaste torebki zawierające spłaszczone lub trójkanciaste, nieco oskrzydlone nasiona.

## Systematyka
Pozycja systematyczna
Rodzaj z rodziny zarazowatych Orobanchaceae, w której obrębie klasyfikowany jest do plemienia Cymbarieae.
Wykaz gatunków
- Cymbaria borysthenica Pall. ex Schltdl.
- Cymbaria chaneti Gand.
- Cymbaria daurica L.
- Cymbaria mongolica Maxim.